# (74003) 1998 FP48
(74003) 1998 FP48 – planetoida z pasa głównego asteroid okrążająca Słońce w ciągu 3,69 lat w średniej odległości 2,39 j.a. Odkryta 20 marca 1998 roku.